# Phrissura
Phrissura es un género monotípico  de mariposas de la familia Pieridae. Su única especie: Phrissura aegis, es originaria del sudeste de Asia en Borneo y las Filipinas.